# لاكري حسن جلبي
حسن جلبي الملقب بـ “لاگري” أو “لاگاري” هو واضع اللبنة الأولى لعلم الصواريخ الصاعدة للفضاء، وهو أول إنسان في التاريخ استقل صاروخًا ليصعد به إلى السماء.

## أول محاولة طيران صاروخية ناجحة
سجل الرحالة العثماني الشهير “أوليا جلبي” في كتابه الضخم “سياحت نامه”، أن “حسن جلبي” قام أثناء الاحتفالات بولادة الأميرة “قايا” بنت السلطان “مراد الرابع” بحشو البارود بوزن 50 أوقية تقريبًا بداخل صاروخ بطول سبع أذرع، ثم ركب هذا الصاروخ وقام أحد مساعديه بإشعال فتيل الصاروخ، حيث نجح بالطيران به إلى أعلى لمسافة معينة، وعندما انتهى بارود الصاروخ، قام بنشر أجنحة كان قد هيأها من قبل حيث نزل على البحر قرب ساحل القصر السلطاني.
وقد كافأه السلطان مراد وأنعم عليه وسجله ضمن صنف “السباهي” في الجيش الانكشاري. ثم سافر بعد ذلك حسن إلى القرم واستقر بها إلى أن توفي هناك.
يصور “أوليا جلبي” هذه الحادثة في كتابه كما يلي:
“في مساء ولادة بنت السلطان مراد الرابع الأميرة ‘قايا’، أقيمت أفراح ذبح أضحية العقيقة، وكان “حسن لاگري” قد اخترع قذيفة ذات سبعة أذرع تحتوي على خمسين أوقية من معجون البارود، وقام من داخل قصر السلطان في سراي بورنو وأمام السلطان بركوب هذه القذيفة، ثم أشعل معاونوه فتيلة القذيفة، وقبيل طيرانه نحو السماء، خاطب السلطان قائلاً له: يا مولاي! أستودعك الله، أنا ذاهب للتحدث مع عيسى عليه السلام.
ثم انطلق إلى السماء، ثم أشعل القذائف الأخرى التي كانت معه فنشر الأنوار في السماء، وبعد نفاد البارود بدأت القذيفة بالتوجه نحو الأرض، وهنا نشر أجنحة النسر التي كانت معه، ونزل على البحر قرب قصر سنان باشا، ثم أتى إلى حضرة السلطان وقال له مازحًا: مولاي! إنَّ عيسى عليه السلام يسلم عليك، وقد أنعم السلطان عليه بكيس من الذهب كما سجله سباهيا براتب قدره 70 أقجة.
وقد ذكر العالِم النرويجي موريتز روفافيك مدير متحف النرويج للطيران في حديث له مع جريدة Weekly World News بتاريخ 15 ديسمبر 1998 أن أول محاولة لرجل للصعود للفضاء كان لرجل تركي استقل صاروخ وطار عن سطح الأرض مسافة 900 قدم -أي ما يزيد عن 275 متر تقريبا-. وقد أضاف «موريتز» بأن الصاروخ تكون من جزئين، الجزء الأسفل هو قاعدة تم فيها تركيب 6 صواريخ صغيرة كي ينطلق الصاروخ إلى السماء، أما الجزء الثاني فهو الجزء الذي يُدفع إلى الأعلى بواسطة الصواريخ الستة السابقة.
أحدثت تجربة أول انطلاق صاروخي أثرها في نفوس المعاصرين للاكاري حسن شلبي، فقد حاول رجل عثماني آخر اسمه أحمد شلبي الشهير بـ"هزارفن" تدشين محاولات للطيران كان عددها في أول الأمر تسع محاولات لمسافات قصيرة في «أت ميدان» -ساحة الخيول بإسطنبول- ونجح في جميعها، وذلك عام 1045هـ/1636م، ثم بدأ يعد العدة للطيران الكبير، من فوق برج "غلطة" في الجانب الأوروبي إلى منطقة «أسكدار» في الجانب الآسيوي من إسطنبول، وهي مسافة لا تقل عن سبعة كيلومترات.